# Bel Canto (band)
 For alternative betydninger, se Bel Canto (flertydig). (Se også artikler, som begynder med Bel Canto)
Bel Canto er en musikgruppe fra Tromsø i Norge.
Bel Canto blev startet i 1985 af Nils Johansen, Anneli Drecker, og Geir Jenssen. Gruppen tog ud af landet for at få en pladekontrakt, og hos belgiske Crammed Discs var der bid. De første udgivelser udkom under bandnavnet Bel Kanto i Norge for at undgå sammenblanding med koret Bel Canto. Gruppen samarbejdede blandt andre med Erik Meyn om sangen "Kiss of spring".
Gruppen var en af de første i Norge til at bruge computere som et hovedelement i musikken, både i studiet og på koncerter. Nils Johansen købte det engelske computerbaserede UMI-system fra (det nu nedlagte) firma Umusic i London og endte med det samme kompositionsværktøj som Vince Clarke (Depeche Mode, Yazoo, Erasure) og mange andre kendte engelske musikere i firserne. Geir Jenssen blev den første i Norge, der brugte det eksotiske system Yamaha CX 5 live, og Bel Canto fortsatte med at være meget opdaterede inden for teknologi. Senere indførte Bel Canto andre musikalske elementer i musikken, først og fremmest på grund af multiinstrumentalisten Nils Johansen, der spiller bas, guitar, fløjte, mandolin og en række andre instrumenter, ved siden af violinen, der har været hans hovedinstrument siden han var barn.
Geir Jenssen forlod bandet forud for Shimmering, Warm & Bright, og er blandt andet kendt for solo-projekterne Bleep og Biosphere. På Døgnvillfestivalen 2010 vil Geir Jenssen igen optræde sammen med Bel Canto.
Det var planen, at albummet Magic Box skulle være det internationale gennembrud, men selv om førstesinglen gjorde det godt på de amerikanske danselister, blev Bel Canto aldrig mere end et middels stort band uden for Norge.
For albummet Shimmering, Warm & Bright vandt bandet Spellemannprisen 1992 i kategorien pop. For Magic Box vandt de kategorierne gruppe og dance/techno under Spellemannprisen 1996.
Bel Canto eksisterer stadigvæk med Anneli Drecker og Nils Johansen som faste medlemmer og med perkussionisten Andreas Eriksen som et tredje medlem. Både Anneli Drecker og Nils Johansen har musikprojekter sideløbende med Bel Canto; Drecker med stadige soloprojekter og samarbejde med andre artister og kunstinstitutioner (teater/film) og Nils Johansen gennem sit medlemskab i gruppen Vajas.

## Udgivelser
- 1987 White-Out Conditions, Crammed Discs/WEA
- 1990 Birds of Passage, Crammed Discs/WEA
- 1992 Shimmering, Warm & Bright, Dali
- 1996 Magic Box, Atlantic
- 1998 Rush, EMI Norway / Images, Sony[1]
- 2001 Retrospect (best of), WEA (førsteoplag med bonus-CD med sjældent materiale)
- 2003 Dorothy's Victory, EMI

## Eksterne links
- Anneli Drecker Hjemmeside
- Bel Canto officiel side
- Bel Canto på MySpace.com
- Nils Johansen i sit andet band Vajas – MySpace.com
- Anneli Drecker på MySpace.com